# Pulkov (hrad)
Pulkov je zaniklý hrad u stejnojmenné vesnice v okrese Třebíč. Stával asi jeden kilometr severozápadně od vesnice na skalním výběžku nad říčkou Rokytnou. Dochovaly se z něj pouze terénní relikty opevnění a staveb.

## Historie
O hradu se nedochovaly žádné písemné prameny a jeho název je odvozen od Pulkovského mlýna. Asi 200 metrů jižně od hradu se nachází pozůstatky vesnice, která ke hradu pravděpodobně patřila. Není známé ani její jméno, ale mohlo by se jednat o jednu ze zaniklých vesnic s neznámou lokalizací: Urbanice, Holawich nebo Dalibořice. Odborná veřejnost hrad objevila až v roce 1985.

## Popis
Jednodílný hrad měl lichoběžníkový půdorys s rozměry 26 × 20 metrů. Hradní jádro je s výjimkou skalnaté severozápadní strany obehnané příkopem širokým deset až dvanáct metrů. Přístupová plošina na severovýchodní a jihozápadní straně vybíhá do valů na vnější straně příkopu. V severní části hradního jádra se nachází prohlubeň s drobným pozůstatkem zděné hradby.